# 岸輝子
岸 輝子（きし てるこ、本名：伊藤 キシ〈いとう キシ〉、1905年5月1日 - 1990年5月10日）は、日本の女優。夫は千田是也。千田らとともに劇団俳優座を創設。

## 来歴・人物

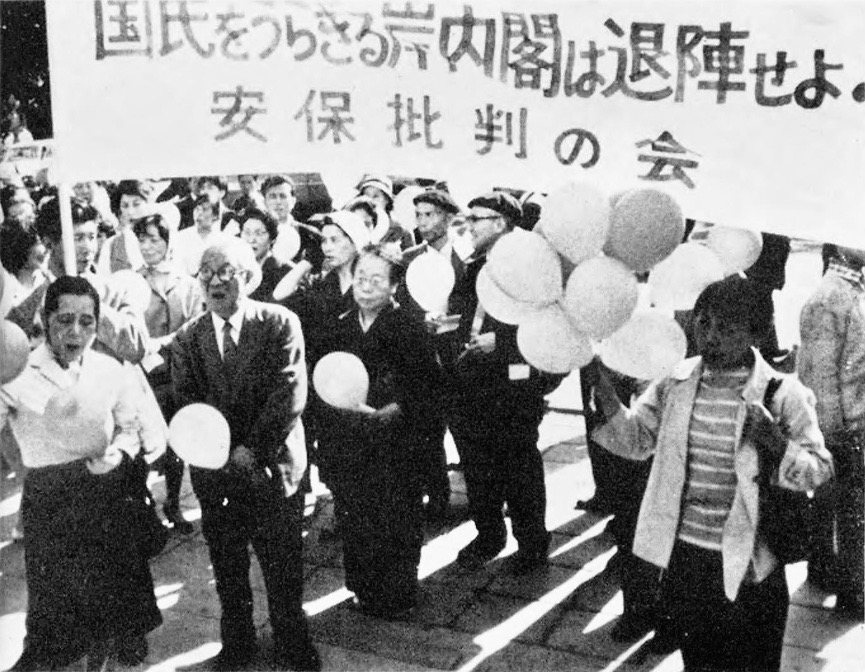
文化人や芸術家によって結成された「安保批判の会」の安保反対のデモ。旗の前にいる人物は左から深尾須磨子、青野季吉、野上弥生子、朝倉摂。その後ろに写っているのは壺井重治、岸輝子、佐多稲子、三宅艶子ら。

北海道出身。北海高等女学校卒業。一旦は就職すものの俳優を志し、1925年に築地小劇場に入り研究生となる。初舞台は、『寂しき人々』。築地小劇場の分裂を経て、1936年、新築地劇団に入団。1940年に弾圧による解散後、1944年2月に青山杉作、千田、東野英治郎、小沢栄太郎、東山千栄子ら10人で劇団俳優座を創立、以降俳優座の中心女優として活躍し、多くの舞台に立った。『肝っ玉おっ母とその子供たち』はその代表作で、1966年に芸術祭奨励賞を受賞している。1963年に東山千栄子、村瀬幸子、永井智雄らとヨーロッパへ演技研究に出かけている。
舞台のほか、映画でも活躍。映画デビューは小山内薫監督の『黎明』（未公開）。戦後から本格的に活動し、黒澤明監督の『野良犬』を筆頭に、多くの作品に登場した。
特に母親役や老け役で名演を残しており、日本を代表する老け役の1人でもあった。
私生活では、東屋三郎と結婚するも、1935年に死別。1940年に千田と同棲、同年新劇人に対する大がかりな弾圧がおこなわれ、千田は逮捕・投獄されるが1942年に出所、同年千田と結婚した。
1962年4月14日、安保闘争に関わった女性たちによって「日本婦人会議」が設立され、議長には岸、田中寿美子、松岡洋子、深尾須磨子、羽仁説子、高田なほ子、野口政子、田所八重子ら8人が就任した。
同年10月19日、岸、平塚らいてう、いわさきちひろ、野上弥生子、羽仁説子、桑沢洋子、櫛田ふき、深尾須磨子、壺井栄ら32人の女性の呼びかけにより「新日本婦人の会」が結成された。
1990年5月10日死去、85歳没。墓所は染井霊園。

## 主な出演作品

### 映画
- 黎明（1927年、ミナトーキー）
- 求婚三銃士（1936年、P.C.L.）
- 流旅の人々（1941年、南旺映画・第一協団）
- 女優須磨子の恋（1947年、松竹）
- 結婚（1947年、松竹） - 下宿主婦
- 野良犬（1949年、映画芸術協会・新東宝） - スリのお銀
- レ・ミゼラブル ああ無情（1950年、東横） - お六
- 海の花火（1951年、松竹） - 母さみ
- 慾望（1953年、近代映画協会） - 山崎久子
- 思春の泉（1953年、新東宝・俳優座） - そで子婆さん
- 雲ながるる果てに（1953年、重宗プロ・新世紀映画）
- 勲章（1954年、俳優座） - 菊子
- 市川馬五郎顛末記 浮草日記（1955年、山本プロ） - 太田の婆さん
- 処刑の部屋（1956年、大映）
- 夕やけ雲（1956年、松竹） - 菓子屋のお神さん
- 日本橋（1956年、大映） - 蒟蒻島の阿婆
- 森は生きている（1956年、民芸・独立映画）
- あらくれ（1957年、東宝） - お島の母
- 危険な英雄（1957年、東宝）
- 純愛物語（1957年、東映） - ドヤのかみさん
- 怒りの孤島（1958年、日映） - 妻トリ
- 人間の條件（1959年、松竹） - 岡崎の妻
- 荷車の歌（1959年、全国農村映画協会） - 姑
- 惜春鳥（1959年、松竹） - 桃沢たね
- キクとイサム（1959年、大東映画） - おかつ
- 人間の壁（1959年、山本プロ） - 与田消防団長夫人
- 武器なき斗い（1960年、大東映画） - さき
- 松川事件（1961年、松川事件劇映画製作委員会） - 園子の母・タニ
- 飼育（1961年、大宝） - 塚田ます
- 喜劇 にっぽんのお婆あちゃん（1962年、MIIプロ） - いじわるばあさんかく
- 二人で歩いた幾春秋（1962年、松竹） - その母
- にっぽん昆虫記（1963年、日活） - 松木りん
- 五番町夕霧楼（1963年、東映） - おみね
- 砂の上の植物群（1964年、日活） - 女将
- 猟人日記（1964年、日活）
- 白昼の通り魔（1966年、創造社） - シノの祖母
- 白い巨塔（1966年、大映） - 東政子
- 眠狂四郎人肌蜘蛛（1968年、大映）
- 私が棄てた女（1969年、日活） - 森田キネ
- サマー・ソルジャー（1972年、勅使河原プロ） - 母親
- サンダカン八番娼館 望郷（1974年、東宝・俳優座） - ナミ

### テレビドラマ
- 東芝土曜劇場 第5話「草を刈る娘」（1959年、CX）
- 菊池寛シリーズ / 海の勇者（1959年、NTV）
- おかあさん（TBS）
  - 第91話「笑いと波の音」（1961年）
  - 第144話「愛の代償」（1962年）
  - 第229話「手術のとき」（1964年）
  - 第389話「白い春」（1967年）
- 指名手配（NET）
  - 第100・101話「偽装離婚」（1961年）
  - 第124・125話「絆」（1962年）
- 女の園（NHK）
  - 第18話「桃の花咲く」（1962年）
  - 第50話「蜜月」（1962年） - お福さん
- 文芸アワー / 田舎教師（1962年、NTV）
- 文芸劇場（NHK）
  - 第34話「草を刈る娘」（1962年）
  - 第61話「この世で一番粋なこと」（1963年）
- 近鉄金曜劇場（TBS）
  - 足摺岬（1962年）
  - 激流にのれ（1966年）
- こども名作座 / 夜明け朝明け（1962年、NHK）
- 愛の劇場 第165話「毒薬はいかが」（1962年、NTv）
- 判決（NET）
  - 第8話「暗い轍」（1962）
  - 第91話「半日本人」（1964年）
  - 第152話「空のイルリゲーター」（1965年）
- テレビ指定席 / ある結婚（1963年、NHK）
- 夫婦百景 第262話「和楽三代夫婦」（1963年、NTV）
- シャープ月曜劇場 第12話「おえん」（1963年、CX）
- 日本映画名作ドラマ（NET）
  - 山と川のある町（1963年）
  - 鶯（1964年）
  - 晩鐘（1964年）
- 風雪（NHK）
  - 開化聖代（1964年） - 武家の奥方
  - 万機公論（1964年） - 老婆
- NHK劇場 / 都会（1966年、NHK）
- 部長刑事 第385話「野暮てん」（1966年、ABC）
- 木下恵介アワー（TBS）
  - 記念樹（1966年） - 村越すえ
  - おやじ太鼓（1968年） - イネ
- 剣 第42話「縁切寺異聞」（1968年、NTV）
- 日産スター劇場 / おじゃまさま（1968年、NTV）

### 舞台
- 検察官（1946年）
- 神を畏れぬ人々（1946年）
- 中橋公館（1947年）
- 馬（1948年）
- 赤い陣羽織（1948年）
- 女房学校（1950年）
- 桜の園（1951年）
- 天使（1952年）
- 女の平和（1954年）
- 森は生きている（1955年）
- 町人貴族（1955年）
- どれい狩り（1955年） - その付添い 役
- 赤いカーディガン（1955年）
- 三人姉妹（1956年）
- ピクニック 夏の日のロマンス（1956年）
- 死んだような平和（1957年）
- ウィンザーの陽気な女房たち（1957年）
- 幽霊はここにいる（1958年、1970年） - 大庭トシエ
- 見知らぬ人（1959年）
- 千鳥（1959年、1967年）
- 巨人伝説（1960年）
- 石の語る日（1961年）
- 十二夜（1961年）
- 鈍琢亭の最期（1962年） - 松隈あぐり
- 有福詩人（1964年）
- ハムレット（1964年） - ガートルード
- おまえにも罪がある（1965年）
- 国語（1966年）
- 肝っ玉おっ母とその子供たち（1966年、1969年） - アンナ・フィアリング
- 未必の故意（1971年） - 島民C
- 母（1972年）

## 著書・参考文献
- 岸輝子『夢のきりぬき 千田と私のこと』東京新聞出版局、1980年。ISBN 978-4-8083-0029-6。